# ألفريد شليم
ألفريد شليم (18 ديسمبر 1894 - 24 يناير 1986) كان جنرالًا ألمانيًا الجنرال دير فولشيرميرتروب في الفيرماخت. عارضت قيادته الأخيرة في الحرب العالمية الثانية تقدم الجيش الكندي الأول من خلال Reichswald في فبراير 1945.

## الحرب العالمية الثانية

### إيطاليا
توفي ألفريد شليم في 24 يناير 1986 في Ahlten بالقرب من هانوفر.

## الجوائز والأوسمة
- مشبك الصليب الحديدي (1939) الدرجة الثانية (10 أغسطس 1940) والدرجة الأولى (22 يونيو 1941) [1]
- الصليب الألماني في الذهب في 4 أغسطس 1942 باسم جينيرال لوتنانت في القرن الحادي والعشرين. فليجر كوربس [2]
- صليب نايت للصليب الحديدي في 11 يونيو 1944 كالجنرال دير فولشيرميرتروب وقائد I. فولشيرم كوربس [3]

### اقتباسات
1. ↑  Thomas & Wegmann 1986, p. 263.
2. ↑  Patzwall & Scherzer 2001, p. 408.
3. ↑  Fellgiebel 2000, p. 378.